# 뮤직 트라이앵글
《뮤직 트라이앵글》은 대한민국의 음원차트쇼 프로그램이다. 국내 방송 사상 처음으로 음원차트 순위 100% 반영하며 한 주간 엠넷닷컴에서 발생한 음원 다운로드와 스트리밍 횟수를 집계해 종합 차트 순위에 있는 가수들이 공연하게 된다.

## 역대 1위

#### 2012년
| 9월 - 9월 19일 - 서인국&정은지 All For You - 9월 26일 - (미방영) 10월 - 10월 3일 - (미방영) - 10월 10일 - 나얼 바람기억 - 10월 17일 - 에픽하이 춥다 - 10월 24일 - 로이 킴&정준영 먼지가 되어 - 10월 31일 - 케이윌 이러지마 제발 11월 - 11월 7일 - 이하이 1, 2, 3, 4 - 11월 14일 - 이하이 1, 2, 3, 4 - 11월 21일 - 이하이 1, 2, 3, 4 (3주 연속) - 11월 28일 - (결방) 12월 - 12월 5일 - (결방) - 12월 12일 - (미리 메리 크리스마스 특집) - 12월 19일 - (결방) - 12월 26일 - 싸이 강남스타일 (2012 연말 결산 특집) |

#### 2013년
| 1월 - 1월 2일 - (결방) - 1월 9일 - 소녀시대 I Got A Boy - 1월 16일 - 정형돈 강북멋쟁이 - 1월 23일 - 배치기 눈물샤워 - 1월 30일 - 배치기 눈물샤워 (2주 연속) 2월 - 2월 6일 - 리쌍 눈물 - 2월 13일 - 씨스타19 있다 없으니까 - 2월 20일 - 씨스타19 있다 없으니까 - 2월 27일 - 씨스타19 있다 없으니까 3월 - 3월 6일 - 씨스타19 있다 없으니까 (4주 연속) - 3월 13일 - 거미 눈꽃 - 3월 20일 - 악동뮤지션 Crescendo - 3월 27일 - 버스커버스커 벚꽃 엔딩 |